# 聖安東尼奧德爾埃斯特雷喬
2°26′54″S 72°40′06″W / 2.44833°S 72.66833°W

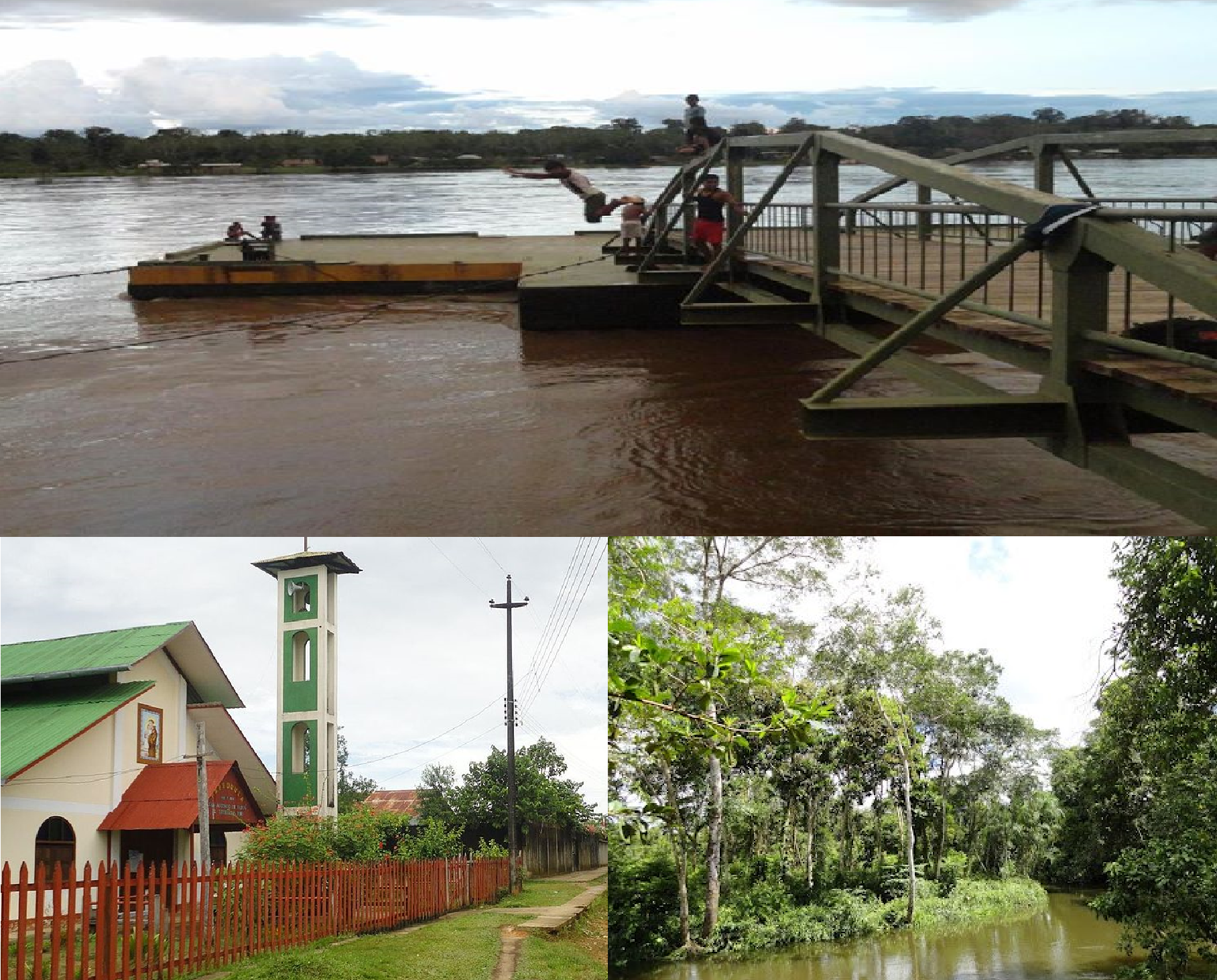

聖安東尼奧德爾埃斯特雷喬（西班牙語：San Antonio del Estrecho），是秘魯的城鎮，位於該國東北部洛雷托大區，是普圖馬約省的首府，處於普圖馬約河畔，始建於1943年，2014年人口約8,000。